# Hylaeus angustifrons
Hylaeus angustifrons là một loài Hymenoptera trong họ Colletidae. Loài này được Morawitz mô tả khoa học năm 1876.